# Coney Island (Nova York)
Coney Island és una península (anteriorment una illa), a l'extrem sud de Brooklyn, Nova York, als Estats Units, amb una gran platja sobre l'oceà Atlàntic. El barri homònim és una comunitat de 60.000 habitants a l'oest de la península, amb el pont de Seagate a l'oest, Brighton Beach i Manhattan Beach a l'est, i Gravesend al nord.

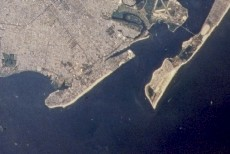
Vista de satèl·lit de Coney Island, al centre-esquerra de la imatge. La península de la dreta és Rockaway, a Queens.

La zona va ser un gran balneari amb parcs d'atraccions que tingueren el seu moment d'esplendor a començament del segle xx. La seva popularitat va decréixer després de la II Guerra Mundial, i va romandre en l'oblit durant anys. En èpoques més properes, la zona s'ha revitalitzat amb la inauguració del KeySpan Park, seu de l'equip de beisbol Brooklyn Cyclones.

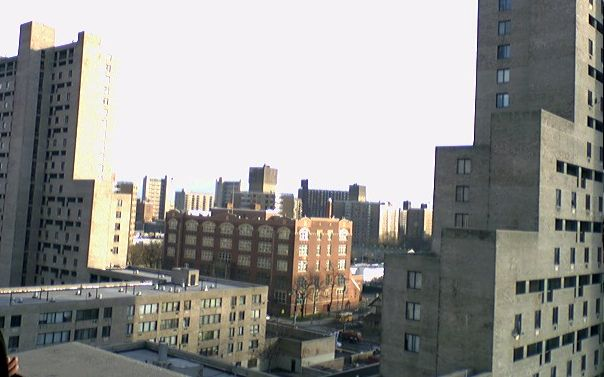
Vista aèria del centre de Coney Island.

Coney Island és la més occidental de les illes de Long Island, i fa aproximadament 6 km de llarg i 800 m d'ample. Tot i que actualment és unida al continent, abans era una illa separada del territori de Brooklyn pel rierol homònim. Durant el segle XX hi va haver projectes per dragar i ampliar el rierol per tal de convertir-lo en canal de navegació, però no es van concretar, i es va acabar emplenant per la construcció del sistema de circumval·lació de Nova York